# إدوارد غاردنر لويس
إدوارد غاردنر لويس (بالإنجليزية: Edward Gardner Lewis) هو ناشر أمريكي، ولد في 1869، وتوفي في 1950.